# قمة الناتو بروكسال 2017
قمة بروكسال 2017 ال28 لحلف شمال الأطلسي هي اجتماع قمة الناتو لرؤساء دول ورؤساء حكومات حلف شمال الأطلسي ولالتي تمت في إقليم بروكسل العاصمة في بلجيكا يوم 25 مايو 2017

## القادة والمدعويين

### الاعضاء
| - ألبانيا – رئيس الوزراء في ألبانيا إيدي راما - بلجيكا – King فيليب ملك بلجيكا رئيس وزراء بلجيكا شارل ميشيل - بلغاريا – رئيس بلغاريا رومن راديف - كندا – رئيس وزراء كندا جاستن ترودو - كرواتيا – الرئيسة كوليندا غرابار كيتاروفيتش - جمهورية التشيك – رئيس جمهورية التشيك ميلوش زيمان - الدنمارك – رئيس وزراء الدنمارك لارس لوكه راسموسن - إستونيا – رئيس وزراء إستونيا يوري راتاس - فرنسا – رئيس فرنسا إيمانويل ماكرون - ألمانيا – مستشار ألمانيا أنغيلا ميركل - اليونان – رئيس وزراء اليونان أليكسيس تسيبراس - المجر – رئيس وزراء المجر فيكتور أوربان - آيسلندا – رئيس وزراء آيسلندا بيارني بنديكتسون - إيطاليا – رئيس وزراء إيطاليا باولو جينتيلوني - لاتفيا – رئيس لاتفيا ريموندز فيجونس | - ليتوانيا – الرئيس داليا غريباوسكايتي - لوكسمبورغ – رئيس الوزراء كزافييه بيتل - هولندا – رئيس وزراء هولندا مارك روته - النرويج – رئيس وزراء النرويج إرنا سولبرغ - بولندا – رئيس بولندا. أندجي دودا - البرتغال – رئيس وزراء البرتغال أنطونيو كوستا - رومانيا – رئيس رومانيا ‏ كلاوس يوهانيس - سلوفاكيا – رئيس سلوفاكيا آندريه كيسكا - سلوفينيا – رؤساء وزراء سلوفينيا ميرو تسيرار - إسبانيا – رئيس وزراء إسبانيا ماريانو راخوي - تركيا – رئيس تركيا رجب طيب أردوغان - المملكة المتحدة – رئيس وزراء المملكة المتحدة تيريزا ماي - الولايات المتحدة – رئيس الولايات المتحدة دونالد ترامب - الناتو – الأمين العام لحلف الناتو ينس ستولتنبرغ |

### الحضور غير الاعضاء والمنضمات
- الجبل الأسود – رئيس وزراء الجبل الأسود دوشكو ماركوفيتش[1]

## روابط خارجية
- الموقع الرسمي للناتو